# تل ولیخانی
تل ولیخانی مربوط به اوایل اسلام است و در شهرستان شیراز، بخش ارژن، دهستان قره چمن، ۱۰۰ متری روستای چرامکان، بین باغات منطقه واقع شده و این اثر در تاریخ ۳۰ بهمن ۱۳۸۶ با شمارهٔ ثبت ۲۰۷۵۳ به‌عنوان یکی از آثار ملی ایران به ثبت رسیده است.